# Avunculaat
Avunculaat is in de volkenkunde de aanduiding van de bijzondere rol van de broer van de moeder. Het is vaak een onderdeel van de structuur van matrilineaire culturen. 
De term is afkomstig van het Latijnse woord avunculus als tegenovergestelde van patruus, waarbij dit laatste dan duidt op de positie van de broer van de vader.
In geval van avunculokaliteit verblijft een getrouwd koppel bij de broer van de moeder van de bruidegom. Dit gebruik zou in ongeveer 4% van de culturen voorkomen.
Een mogelijke verklaring voor deze vorm van samenleving is de onzekerheid van de genetische herkomst van het kind in kwestie. De zekere aanwezigheid van een deel van de genen van de broer van de moeder kan een verklaring zijn voor de keuze voor zijn sociaal ouderschap.

De term avunculaat wordt in meer bijzondere betekenis gebruikt voor een vorm van erelidmaatschap die vaak voorkomt bij studentenverenigingen.

## Ontwikkeling van het begrip
De discussie werd geopend in 1924 toen A.R. Radcliffe-Brown  met zijn artikel 'Mother's Brother in South Africa" in ging tegen hypotheses van H.A. Junod. Deze laatste had bij de Tsonga (BaThonga)  geobserveerd dat de zoon van een zus rechten had over de broer van zijn moeder Junod verklaarde dit als een restant van een matrilineaire cultuur.

## Sporen in vroegere culturen

### Kelten
In het vakblad Nature Human Behaviour werd in 2024 een onderzoek gepubliceerd over de verwantschap van beenderen die men vond in verschillende tumuli uit de periode 600 tot 450 v. Chr. in de Duitse deelstaat Baden-Württemberg. Drie sites worden door bloedverwantschappen tussen een oom en zijn neef: Magdalenenberg, Hochdorf en Kleinaspergle. Dit zou kunnen wijzen op een matrilineaire cultuur bij de Kelten. DNA-sporen wezen tevens op huwelijken tussen neven en nichten, waardoor de bezittingen in de familie blijven.

## Huidige culturen
De Chamorro en de Taíno zijn voorbeelden van avunculokaliteit.